# Nell Kenney

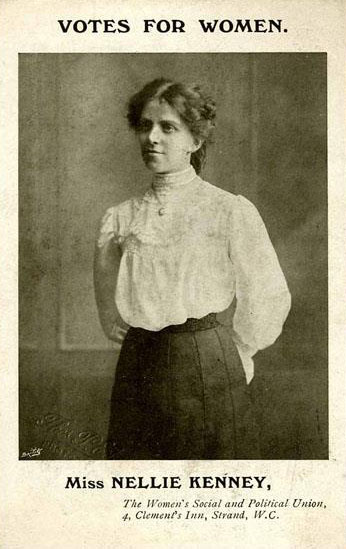
Nellie Kenney, ca. 1906

Sarah Ellen Kenney Clarke, kurz Nell(ie) Kenney (* 1876 in Lees, Greater Manchester; † 1953 in Kanada), war eine englisch-britische Suffragette.

## Leben
Kenney war die  dritte Tochter von sieben Töchtern und zwölf Geschwistern, von denen elf das Säuglingsalter überlebten, von Horatio Nelson Kenney (1849–1912) und Anne Wood (1852–1905). Die Familie entstammte der Arbeiterklasse und mehrere Schwestern Kenney waren als Suffragette aktiv, darunter Ann (Annie), Jessica (Jessie), Caroline (Kitty) und Jane (Jenny). Annie und Jessie spielten eine führende Rolle in der Women’s Social and Political Union (WSPU), Jenny und Kitty wurden zusätzlich Montessori-Lehrerinnen und emigrierten 1916 in die USA.
Wie ihre älteren Schwestern begann auch Kenney ihr Arbeitsleben als Kinderarbeiterin in den Baumwollspinnereien.
Auch Nell war eine aktive Suffragette. Im Jahr 1907 wurde sie verhaftet und ins Gefängnis gesteckt, weil sie vor dem House of Commons demonstriert hatte. Außerdem organisierte sie Aktivitäten der Women's Social and Political Union in den West Midlands.
Ihren Ehemann Frank Randall Clarke (1872–1955) lernte sie bei einer Suffragetten-Kundgebung kennen. Das Paar heiratete um 1908 und wanderte nach Montreal, Kanada, aus. Sie hatten drei Kinder: Beatrice (* 1910), Dorothy (* 1911) und John Lawrence (* 1914). Frank Randall Clarke engagierte sich in der Arbeit mit behinderten Menschen.
Nell starb 1953 und ist in Montreal begraben. Einige ihrer Papiere befinden sich in der Sammlung „Kenney Papers“ in den Archiven der University of East Anglia.